# 季姆 (库尔斯克州)
季姆（羅馬化：Tim）是俄罗斯库尔斯克州的市级镇、季姆区行政中心及规模最大聚居地，位于顿河流域内贝斯特拉亚索斯纳河一支流季姆河畔，地处库尔斯克州东部，在州府库尔斯克东南方。
早期名为维戈尔诺耶（Выгорное），1779年建立季姆市，以附近河流为名。1938年改设市级镇。该地2021年人口有2,836人；2010年人口3,186；2002年人口3,758；1989年人口4,104。